# アレックス・ヴァレンヌ
アレックス・ヴァレンヌ (Alex Varenne, 1939年8月29日 - 2020年10月20日) は、フランスの画家、成人向け漫画家。

## 経歴
リヨンで学んだ後、美術教師になる。 
1979年に弟で作家のダニエル・ヴァレンヌと共に、主人公の名前をタイトルにしたシリーズ作品『アルドゥール』を、漫画雑誌「月刊シャルリー」(Charlie Mensuel)に発表。1980年から1987年の間に全六作を出版した。第三次世界大戦中の世界を舞台に、主人公が放射能で荒廃したディストピア (暗黒郷) のヨーロッパを横断するこの作品の中で、ヴァレンヌは柔らかな描線と白黒の技巧を見せた。 
1985年には、弟ダニエルのシナリオで『ある出来事の風景』を発表。それに並行して、ヴァレンヌはエコー・デ・サヴァンヌ誌(L'Écho des Savanes)で官能的な作品を数多く執筆する。これらの多くは、アルバン・ミシェル社より出版されている。
1995年には講談社の漫画雑誌「モーニング」で、『喜郎』を連載する。この作品では、同名の日本人青年が主人公に据えられ、フランス人女性を次々と口説き落としていく様が描かれている。

## 作品
※特記がない限りヴァレンヌ単独名義

### シリーズ
- アルドゥール(Ardeur、弟ダニエルとの共作、1980年-1987年、全6巻)
  1. アルドゥール(1980年)
  2. ワルシャワ(Warschau、1981年)
  3. 大フーガ(La Grande Fugue、1981年)
  4. ベルリン通り(Berlin Strasse、1982年)
  5. イーダ・モー(Ida Mauz、1983年)
  6. 復讐者ジャック(Jack le Vengeur、1987年)

- エルマ・ジャガー(Erma Jaguar、1988年-1992年、全3巻)
  1. エルマ・ジャガー(1988年)
  2. エルマの結婚式(Les Noces d'Erma、1990年)
  3. エルマの浮気(La Caprices d'Erma、1992年)

- ポリス・バイ・ナイト(Police by Night、2001年、全2巻)

### 単巻
- 白い女たちと黒い四角(Carré Noir sur Dame Blanches、1984年)
- ある出来事の風景(L'Affaire Landscape、ダニエルとの共作、1985年)
- エロティック・オペラ(Erotic Opera、1986年)
- 体と体(Corps à Corps、1986年)
- 不安と怒り(Angoisse et Colère、ダニエルとの共作、1988年)
- キラーパス(Un Tueur Passe、ダニエルとの共作、1989年)
- セックスの涙(Les Larmes du Sexe、1989年)
- 狂った愛(Amours Fous、1991年)
- ローラ(Lola、1993年)
- ポジション(Positions、1993年)
- グリー・トラヴェール(Gully Traver、1993年)
- 喜郎(Kiro、1995年)※講談社「モーニング」にて連載。
- 女にご用心(Attention Femmes、1996年)
- 矯正(La Correction、1997年)
- カルロッタ(Carlotta、1998年)
- ジュリエット(Juliette et Autre Contes Fripons、1999年)
- 由美 欲望の分子(Yumi - La Molécule de Désir、2000年)
- ホット・ドリームズ(Hot Dreams、2013年)

### 画集
- エロティックな断章(Fragments Èrotiques、1993年)
- 女の味(Le Gôut des Femmes、2002年)
- 神聖なエロティシズム(L'Érotisme Sacré、2011年)

### その他
- 12の愛のサイン(Les 12 Signes de l'Amour、ブリジット・ライエ作、挿絵、2002年)

## 日本での出版
- 『喜郎』(長谷川たかこ訳、講談社、1995年、ISBN 4063195953)※絶版